# Лианозово (станция метро)
«Лиано́зово» — станция Московского метрополитена на Люблинско-Дмитровской линии. Расположена на границе Лианозово (СВАО), Восточного Дегунино и Дмитровского района (САО); по первому из них получила название; открыта 7 сентября 2023 года в составе участка «Селигерская» — «Физтех». Колонная трёхпролётная станция мелкого заложения с одной островной платформой. Входит в состав ТПУ Лианозово.

## Расположение
Станция построена вдоль Дмитровского шоссе, у примыкания к нему Вагоноремонтной улицы, в 350 метрах от платформы Лианозово Савёловского направления МЖД. Станция мелкого заложения с двумя подземными вестибюлями, встроенными в подземные переходы, которые ведут на обе стороны Дмитровского шоссе, к Лианозовскому проезду, Дубнинской улице и платформе Лианозово.
В дальнейшем, будет построен транспортно-пересадочный узел «Лианозово», в который войдут:
- станция метро,
- перенесённая платформа МЖД Лианозово,
- отстойно-разворотная площадка для наземного транспорта и
- перехватывающая парковка на 585 машиномест[5].

## История
Продление Люблинско-Дмитровской линии от станции «Селигерская» до станции «Лианозово» было утверждено на заседании градостроительно-земельной комиссии Москвы 3 февраля 2017 года.

## Строительство
- По состоянию на март 2018 года на станции «Селигерская» велось строительство стартового котлована для запуска ТПМК[7]. 5 марта был объявлен конкурс на строительство станции, тоннелей и притоннельных сооружений[8].
- В июне 2019 года строители приступили к продлению линии метро до станции «Лианозово»[9].
- 14 февраля 2020 года — работы по сооружению станции начались с торжественной закладки первого кубометра бетона. Их ведёт ООО «СМУ-8 Метростроя»[10].
- 20 сентября 2020 года — На станции «Лианозово» начинается монтаж ТПМК S-770 (ех-«София»). Щиту предстоит проходка одного из двух перегонных тоннелей длиной около 2.5 км до станции «Физтех» (проект. «Посёлок Северный»)[11].
- 29 октября 2020 года — на предыдущую станцию «Яхромская» пришёл щит «Клавдия», который, после продёргивания через лоток станции, начнёт проходку до Лианозово[12].
- 3 ноября 2020 года — Herrenknecht S-770 «Татьяна» (тоннелепроходческий механизированный комплекс) начал проходку правого перегонного тоннеля от «Лианозово» до станции «Физтех». Протяжённость перегонного тоннеля составит 2300 метров[13].
- 19 ноября 2020 года — Herrenknecht S-771 «Ирина» начал проходку левого перегонного тоннеля к станции «Физтех». Протяжённость перегонного тоннеля составит 2,4 км.
- 22 ноября 2021 года — щит ME-242 «Клавдия» прошёл 100 % пути и вышел в котлован станции «Лианозово»[14].
- 27 сентября 2022 года — в южном вестибюле, примыкающем к подземному пешеходному переходу под Дмитровским шоссе, приступили к монтажу трёх эскалаторов длиной 25 метров[15].

## Перенос сроков
Планы строительства станции метро вблизи платформы Лианозово появились в 2011 году.
- Сроки ввода станции в эксплуатацию были утверждены Правительством Москвы 10 мая 2012 года[17].
- В 2014 году из-за программы приоритетов и ограниченных финансовых ресурсов ввод участка «Селигерская» — «Дмитровское шоссе» был отложен на 2020 год.[источник не указан 851 день]
- В апреле 2016 года был заявлено, что станция будет построена не ранее 2025 года[18].
- В октябре 2016 года Мэром Москвы одобрено решение о продлении Люблинско-Дмитровской линии за станцию «Селигерская» уже в 2019 году[19]. Впоследствии срок открытия неоднократно переносился[20][21].
- В январе 2019 года сроком открытия станции назван 2023 год[22].
- В мае 2019 года сроком открытия станции был назван 2022 год[23].
- В феврале 2021 года заместитель Мэра Москвы Андрей Бочкарёв сообщил, что станцию планируется открыть в 2023 году[24].
- Ввод станции «Лианозово» намечен на 4 сентября 2023 года[25].

### Открытие
Станция открыта 7 сентября 2023 года в составе участка «Селигерская» — «Физтех».

## Наземный общественный транспорт
На этой станции можно пересесть на следующие маршруты городского пассажирского транспорта:
- Автобусы: м44, е59, 114, 136, 149, 167, 284, 352, 477, 499, 559, 560, 563, 564, 571, 586, 587, 598, 677, 763, 928, 994, т36, т78